# Aeropuerto de Eilat

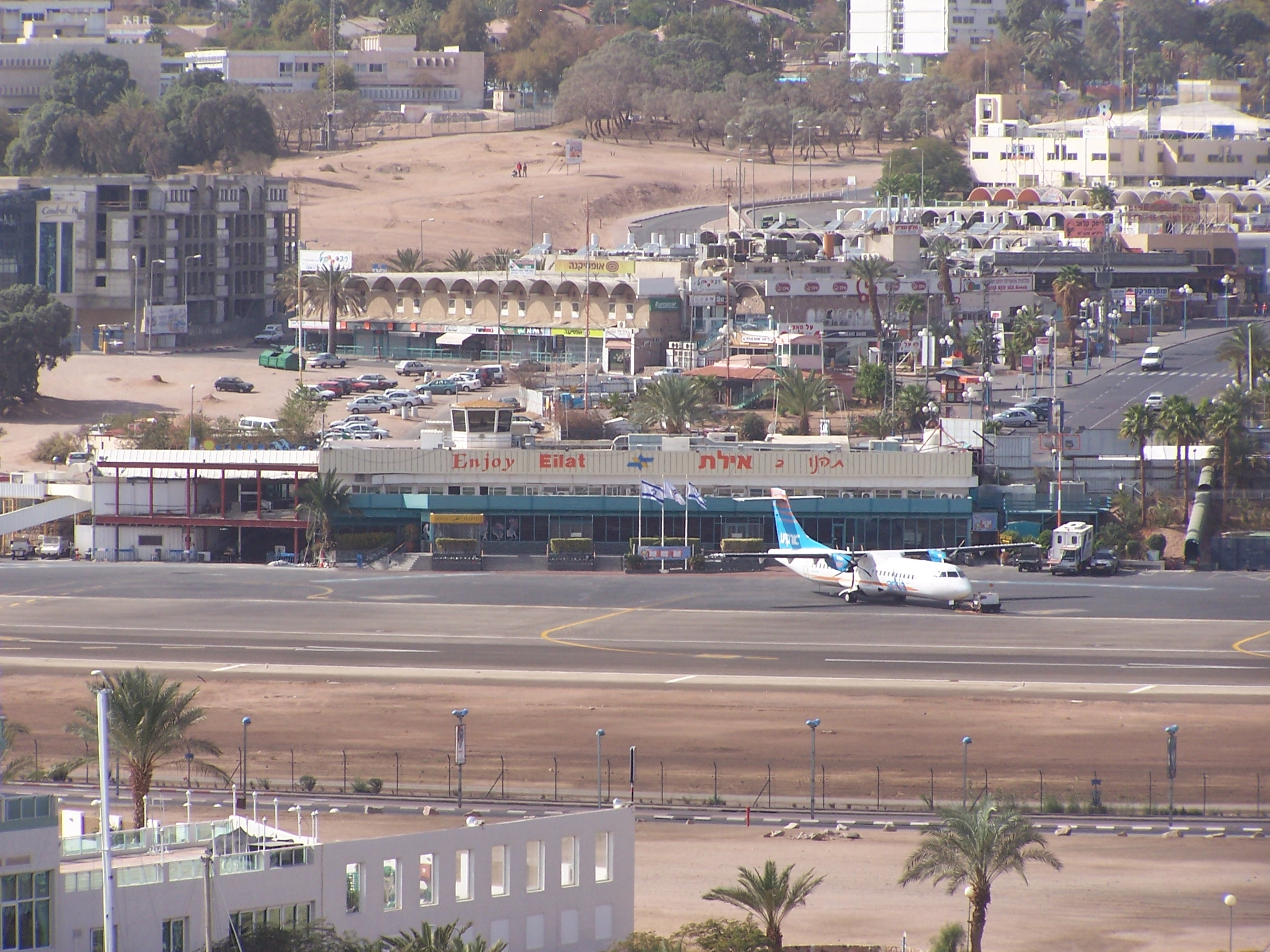
Avión de Arkia aparcado en el aeropuerto de Eilat.

El Aeropuerto de Eilat (en hebreo: נמל התעופה אילת‎, Namal HaTe'ufa Eilat), también conocido como Aeropuerto J. Hozman (IATA: ETH, OACI: LLET), es un aeropuerto israelí situado en la ciudad de Eilat. Se encarga principalmente de vuelos nacionales a Tel Aviv y Haifa y vuelos internacionales que van al Aeropuerto Internacional de Ovda. No obstante, algunos vuelos internacionales en aviones que pueden utilizar la pista de aterrizaje relativamente corta del aeropuerto usan el de Eilat. El Aeropuerto de Eilat está situado en el área central de la ciudad, cerca de la carretera nacional 90. Se espera que el aeropuerto cese su actividad civil en 2018 cuando el nuevo Aeropuerto Internacional Ramon entre en funcionamiento. El aeropuerto es una ciudad foco para Arkia Israel Airlines y Israir Airlines.

## Historia
El Aeropuerto de Eilat fue establecido en 1949 por la Fuerza Aérea Israelí, después de la Guerra de la Independencia Israelí de 1948. Durante sus primeros años, el aeropuerto tenía el propósito de establecer un extenso conjunto de conexiones a poblaciones de todo el país, principalmente con Tel Aviv y Haifa. Por consiguiente, se inició una línea regular de Eilat al Aeropuerto de Lod (ahora Aeropuerto Internacional Ben Gurión). Poco después entró en funcionamiento una línea al Aeropuerto de Haifa. En diciembre de 1950, después de su establecimiento, Arkia Israel Airlines se convirtió en el operador nacional más grande en el Aeropuerto de Eilat, tomando la posición de las antiguas compañías Eilata y Aviron. Hasta ahora, mantiene esta posición. Más tarde, en 1964, la pista de aterrizaje fue ampliada a 1.500 m, y se construyó una terminal de pasajeros. Cinco años más tarde, la pista de aterrizaje fue ampliada de nuevo aumentando la longitud a 1.900 m. En 1975, el Aeropuerto de Eilat comenzó a atraer a aerolíneas escandinavas. La primera llegada de un vuelo internacional a Eilat sucedió en ese mismo año con un avión de la aerolínea danesa Sterling Airlines. Desde entonces, se han establecido muchas rutas internacionales que enlazan directamente Eilat con Europa. No obstante, el aeropuerto aún no está habilitado para permitir aterrizajes de grandes aviones que tienen que volar al Aeropuerto Internacional de Ovda.
En el Acuerdo de Paz entre Israel y Jordania de 1994 se decidió que las operaciones supuestamente se transferirían del Aeropuerto de Eilat al Aeropuerto de Aqaba. El plan original era renombrar el Aeropuerto de Aqaba como Aeropuerto Internacional de la Paz Aqaba-Eilat. Sin embargo, el acuerdo nunca se siguió y un acuerdo entre los dos países en marzo de 1997, estipuló que los vuelos nacionales continuarían usando el Aeropuerto de Eilat, mientras que no se tomó ninguna otra acción para mover los vuelos internacionales. En agosto de 2005, un cohete Katyusha lanzado desde Jordania impactó en un taxi en movimiento a menos de 15 m de la valla del perímetro del aeropuerto.
Aunque el aeropuerto estaba preparado para soportar aviones Boeing 767, para soportar un gran número de estos aviones, era necesaria una inversión significativa. Consiguientemente, los aviones más grandes que vuelan regularmente al aeropuerto son los Boeing 757. El principal problema en el aeropuerto era la falta de espacio de plataforma, con sólo dos posiciones de aparcamiento para aviones grandes. Como resultado, El Al operaba con vuelos regulares lanzadera desde el Aeropuerto Internacional Ben Gurión llevando pasajeros de alrededor del mundo en Boeing 757, Boeing 737 y ATR.
El pequeño tamaño del aeropuerto se podía ilustrar quizás mejor con el hecho de que un Boeing 757 no podía rodar por la pista más allá de otro avión hacia las posiciones de aparcamiento. Como resultado, los controladores aéreos son responsables no sólo de asegurar que el valioso espacio es utilizado, sino también asegurar que los otros aviones se mantienen dando vueltas hasta que los aviones más grandes son aparcados. A pesar de estas limitaciones, el aeropuerto maneja con éxito de diez a veinte veces más tráfico que aeropuertos de un tamaño similar.

## Cese de operaciones
Tras la inauguración del Aeropuerto Internacional Ramon, el aeropuerto de Eilat cesó todas sus operaciones el 18 de marzo de 2019. Se espera que sus terreno, que se encuentran prácticamente junto a al centro de la ciudad, sea destinado al desarrollo inmobiliario.